# Hazelight Studios
Hazelight Studios je švédské studio vyvíjející videohry. Studio založil v roce 2014 režisér Josef Fares. Je známé především díky vývoji kooperativních multiplayerových her A Way Out a It Takes Two. Obě hry vydala společnost Electronic Arts pod značkou EA Originals.

## Historie
Před založením studia působil Josef Fares jako filmový režisér. Jeho prvním videoherním projektem byla hra Brothers: A Tale of Two Sons, která se po vydání v roce 2013 setkala s příznivým ohlasem kritiky. Po úspěchu Brothers: A Tale of Two Sons se Fares rozhodl založit svou videoherní produkční společnost, která se zaměřila na vývoj hry zaměřené na příběh. S vývojem mu pomáhali vývojáři z týmu Starbreeze Studios (Claes Engdal, Emil Claeson, Anders Olsson a Filip Coulianos). Založení studia oznámil na The Game Awards 2014 vydavatel Electronic Arts, který také prozradil, že vydá první titul studia. EA umožnila studiu Hazelight sdílet prostory v DICE, aby se mohlo plně soustředit na tvorbu své hry.
První hru A Way Out oznámila společnost EA na veletrhu E3 2017. Byla součástí iniciativy EA Originals, která podporuje nezávislé hry. Program umožnil studiu Hazelight zachovat si plnou tvůrčí kontrolu a zároveň získat většinu zisku ze hry po úhradě nákladů na vývoj. EA poskytla studiu rozpočet ve výši 3,7 milionu dolarů. Hra vyšla v březnu 2018, získala vesměs pozitivní recenze a během dvou týdnů se jí prodalo 1 milion kopií. Studio spolupracovalo s EA i na titulu It Takes Two, kooperativní plošinovce vydané v březnu 2021. Hra získala tři ocenění během udílení cen The Game Awards za nejlepší rodinnou hru, nejlepší multiplayer hru a hru roku, a také dvě ocenění během udílení cen D.I.C.E. Awards za mimořádný úspěch v herním designu a hru roku.
V lednu 2022 studio oznámilo, že spolupracuje s Dmitrim M. Johnsonem a jeho společností DJ2 Entertainment na adaptaci titulu It Takes Two pro televizi a film.

## Vyvinuté tituly
| Rok  | Název         | Platformy                                                                         | Vydavatel       |
| ---- | ------------- | --------------------------------------------------------------------------------- | --------------- |
| 2018 | A Way Out     | PlayStation 4, Windows, Xbox One                                                  | Electronic Arts |
| 2021 | It Takes Two  | Nintendo Switch, PlayStation 4, PlayStation 5, Windows, Xbox One, Xbox Series X/S | Electronic Arts |
| 2025 | Split Fiction | PlayStation 5, Windows, Xbox Series X/S                                           | Electronic Arts |